# ثيو تيتوس
ثيو تيتوس هو عسكري وسياسي أمريكي، ولد في 12 مارس 1920 في توماسفيل في الولايات المتحدة، وتوفي في 16 أغسطس 2008. نشط حزبياً في الحزب الجمهوري. وقد انتخب عضو مجلس نواب جورجيا ‏.